# فرودگاه کیوایو
فرودگاه کیوایو  (به انگلیسی: Kiwayu Airport) یک فرودگاه همگانی، غیرنظامی با کد یاتا KWY است که یک باند فرود سنگفرش دارد و طول باند آن ۹۸۰ متر است. این فرودگاه در شهر کیوایو کشور کنیا قرار دارد و در ارتفاع ۶٫۴ متری از سطح دریا واقع شده است.

## شرکت‌های هواپیمایی و مقصدهای پروازی
| شرکت‌های هواپیمایی | مقصدهای پروازی |
| ----------------- | -------------- |
| هواپیمایی لیبی    | طرابلس         |